# Goniaspis peruana
Goniaspis peruana är en tvåvingeart som beskrevs av Oswald Duda 1930. Goniaspis peruana ingår i släktet Goniaspis och familjen fritflugor.
Artens utbredningsområde är Peru. Inga underarter finns listade i Catalogue of Life.